# Ludovic Ndzie
Ludovic Ndzie (né le 20 juin 1994) est un footballeur professionnel camerounais qui a joué au poste de défenseur central (ou milieu de terrain) en équipe nationale, puis sud-africaine basée au Cap et qui joue actuellement au poste de milieu de terrain à l’AFA Arras.

## Biographie
Ndzie a fait ses débuts professionnels avec Renaissance FC en première division camerounaise. Parallèlement, il a été convoqué avec les moins de 20 ans pour le tournoi de la Francophonie en 2013, et l'équipe nationale A' (équipe nationale locale) pour un tournoi international amical en Inde. Après deux saisons au sein du club, Ndzie a rejoint le Unisport FC en tant que footballeur professionnel.

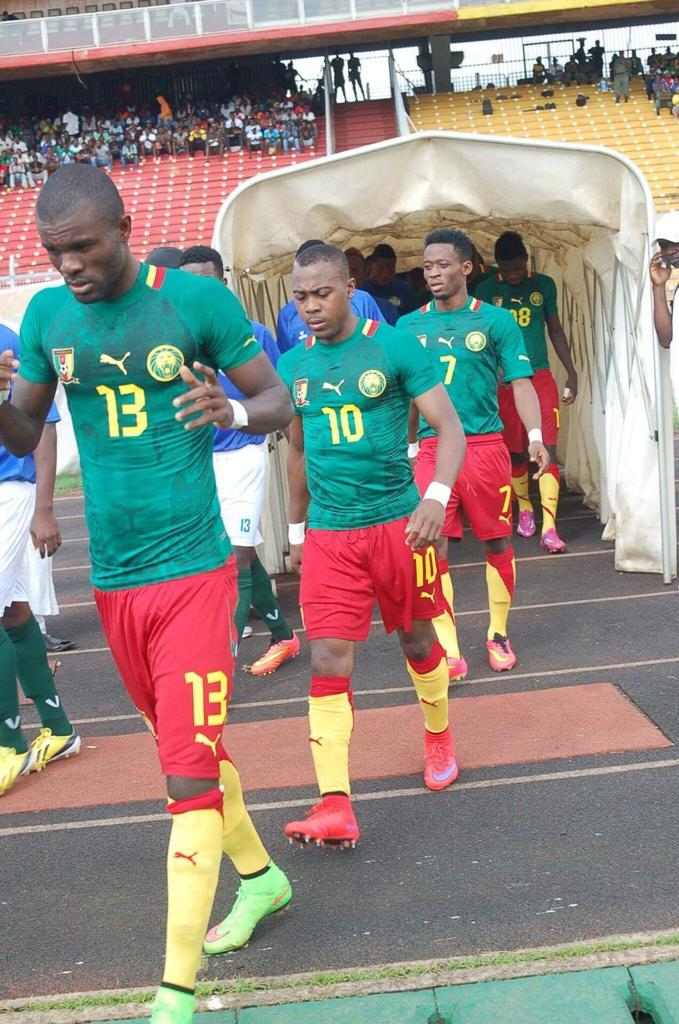
Cameroun contre Sierra Leone

Durant la période 2014-2016, il fait de nombreuses apparitions dans la Ligue des champions de la CAF, et a été buteur, notamment contre le FC Ngor. Il est sélectionné pour disputer les qualifications de la Coupe d'Afrique des moins de 23 ans 2015, compétition permettant aux nations africaines de se qualifier pour les Jeux olympiques de 2016.
En mai 2016, le FC Le Cap signe « le jeune Camerounais : le jeune joueur de 21 ans a fait son entrée sur la scène nationale camerounaise en 2012 avec Renaissance et a été immédiatement élevé au rang des équipes nationales juniors du pays ».
« Ndzie est un milieu de terrain offensif agressif intelligent doté d'une capacité à s’adapter aux rythmes intenses. Son pouvoir agressif ajoutera de la valeur à l'attaque des African Beasts ».
Ndzie s'est vu attribuer le maillot numéro 4, position de défenseur central, et a fait ses débuts en club pour l'Ubuntu FC Cape Town lors de la première séance préparatoire du club en 2017. Ndzie a accepté un contrat de quatre ans avec le FC Cape Town (aujourd'hui Ubuntu FC Cape Town) en août 2016, l’attachant au club jusqu’en 2020. Ndzie a disputé 22 matchs pour la saison 2018 et a marqué.
En 2019, la presse sud-africaine a décrit Ndzie comme un « acteur puissant sur la scène footballistique sud-africaine » qui se sent « à l'aise sur le plan tactique et technique ».
Il a rejoint Arras en 2020, équipe pour laquelle il joue toujours.

## Style de jeu
Ndzie est un joueur fort physiquement qui excelle dans les airs, en raison de son élévation et de sa précision de la tête, ce qui en fait une menace de but sur un coup franc. Il est également un défenseur compétent et agressif.
En raison de son leadership, de ses prouesses athlétiques et techniques, de sa capacité à exceller tant au niveau offensif que défensif, ainsi que de sa polyvalence tactique, ce qui lui permet d'être déployé en tant que défenseur central et milieu de terrain.

## Carrière
| Année     | Équipe                           | Matchs joués | Buts |
| --------- | -------------------------------- | ------------ | ---- |
| 2012-2014 | Renaissance FC / Premiere league | 37           | 4    |
| 2014-2016 | Unisport / Premiere league       | 43           | 2    |
| 2016-2017 | FC Cape Town (en)                | 11           | 0    |
| 2017-2018 | Ubuntu Cape Town (en)            | 12           | 0    |
| 2018-2019 | Ubuntu Cape Town (en)            | 22           | 1    |
| 2020-Auj  | Arras FA                         |              |      |

| Année | Équipe   | Équipe     | Matchs joués |
| ----- | -------- | ---------- | ------------ |
| 2012  | Cameroun | U20        | 4            |
| 2013  | Cameroun | Local team | 1            |
| 2016  | Cameroun | U23        | 2            |